# Hemerobius daxueshanus
Hemerobius daxueshanus är en insektsart som beskrevs av C.-k. Yang 1992. Hemerobius daxueshanus ingår i släktet Hemerobius och familjen florsländor. Inga underarter finns listade i Catalogue of Life.